# Viva Laughlin
Viva Laughlin é uma série de televisão produzida pelo canal CBS que estreou em 18 de outubro de 2007, é baseada no seriado Blackpool da BBC, com adaptação para a versão estadunidense de Bob Lowry e Peter Bowker, que também atuam como produtores executivos, ao lado de Hugh Jackman, John Palermo, Paul Telegdy e Gabriele Muccino. Produzido pela BBC Worldwide, CBS Paramount, Sony Pictures Television e Seed Productions, a série recebeu uma ordem de produção de treze episódios em 14 de Maio de 2007.
Fora dos Estados Unidos, as seguintes emissoras já confirmaram a compra de Viva Laughlin: Network Nine da Austrália, E! do Canadá e Living TV do Reino Unido. Entre as locações do seriado podemos encontrar cassinos e spas de Las Vegas e proximidades.
A série foi cancelada após a sua 2ª exibição, em 21 de outubro de 2007, com apenas 2 episódios.

## Elenco
- Lloyd Owen como Ripley Holden
- Mädchen Amick como Natalie Holden
- Ellen Woglom como Cheyenne Holden
- Carter Jenkins como Jack Holden
- Eric Winter como Peter Carlyle
- D.B. Woodside como Marcus Henckman
- Hugh Jackman como Nicky Fontana
- Melanie Griffith como Bunny Baxter
- P. J. Byrne como Jonesy